# Acolasis damonia
Coenipeta damonia là một loài bướm đêm trong họ Erebidae.